# Morti nel 1988/Ottobre
| Questa pagina contiene informazioni ricavate automaticamente dalle voci biografiche con l'ausilio del template Bio e di un bot. L'aggiornamento è periodico e automatico e ricostruisce completamente la pagina. Se manca una persona in questa lista, sei pregato di non aggiungerla, ma accertati piuttosto che la sua voce biografica contenga il template Bio e che i dati anagrafici siano correttamente compilati. Se il template Bio manca, inseriscilo tu stesso o, in alternativa, metti l'avviso {{tmp\|Bio}} che ne segnala la mancanza. Se i dati riportati sono sbagliati, correggi direttamente la voce biografica; le modifiche saranno visibili in questa lista entro pochi giorni. Per chiarimenti vedi il progetto biografie. La lista contiene solo le 98 persone che sono citate nell'enciclopedia e per le quali è stato implementato correttamente il template Bio. Pagina aggiornata al 3 mar 2024. |

- 1º ottobre - Lucien Ballard, direttore della fotografia statunitense (n. 1908)
- 2 ottobre - Hamengkubuwono IX, politico e sovrano indonesiano (n. 1912)
- 2 ottobre - Alec Issigonis, ingegnere britannico (n. 1906)
- 3 ottobre - Clarence Carnes, criminale statunitense (n. 1927)
- 3 ottobre - Marco Galli, pallanuotista italiano (n. 1957)
- 3 ottobre - Franz Josef Strauß, politico tedesco (n. 1915)
- 4 ottobre - Carlo Carretto, religioso italiano (n. 1910)
- 4 ottobre - Geoffrey Household, scrittore inglese (n. 1900)
- 4 ottobre - Abdul Magid Kubar, politico libico (n. 1909)
- 4 ottobre - Luigi Zannier, calciatore italiano (n. 1932)
- 5 ottobre - Dermie O'Connell, cestista statunitense (n. 1928)
- 5 ottobre - Edoardo Perna, avvocato, partigiano e politico italiano (n. 1918)
- 5 ottobre - Ron Staniforth, calciatore inglese (n. 1924)
- 6 ottobre - Salvatore Pennisi, militare italiano (n. 1913)
- 7 ottobre - Sándor Bíró, calciatore ungherese (n. 1911)
- 7 ottobre - Heinrich Maria Janssen, vescovo cattolico tedesco (n. 1907)
- 7 ottobre - Stefano Rivetti di Val Cervo, imprenditore italiano (n. 1914)
- 8 ottobre - Ernst Thole, comico, attore e cabarettista olandese (n. 1953)
- 8 ottobre - Pál Titkos, calciatore e allenatore di calcio ungherese (n. 1908)
- 9 ottobre - Pina Borione, attrice italiana (n. 1902)
- 9 ottobre - Luigi Heilmann, glottologo italiano (n. 1908)
- 9 ottobre - Jackie Milburn, calciatore e allenatore di calcio inglese (n. 1924)
- 9 ottobre - Michail Minskij, cantante russo (n. 1948)
- 9 ottobre - Felix Wankel, inventore tedesco (n. 1902)
- 10 ottobre - Henry Kane, scrittore e sceneggiatore statunitense
- 10 ottobre - Kurt Marshall, modello e attore statunitense (n. 1965)
- 10 ottobre - Joan Pujol García, agente segreto spagnolo (n. 1912)
- 10 ottobre - Montgomery Tully, regista e sceneggiatore irlandese (n. 1904)
- 10 ottobre - Arturo Vermi, artista italiano (n. 1928)
- 11 ottobre - Renato Candida, carabiniere italiano (n. 1916)
- 11 ottobre - Buck Clarke, percussionista statunitense (n. 1933)
- 11 ottobre - Morgan Farley, attore statunitense (n. 1898)
- 11 ottobre - Bonita Granville, attrice statunitense (n. 1923)
- 11 ottobre - Max Imdahl, storico dell'arte tedesco (n. 1925)
- 11 ottobre - Guido Monzino, alpinista e esploratore italiano (n. 1928)
- 11 ottobre - Red Owens, cestista e allenatore di pallacanestro statunitense (n. 1925)
- 11 ottobre - Hugh Percy, X duca di Northumberland, nobile e ufficiale inglese (n. 1914)
- 11 ottobre - Giuseppe Tonucci, ciclista su strada italiano (n. 1938)
- 12 ottobre - Francesco Saverio D'Angelo, politico e letterato italiano (n. 1901)
- 12 ottobre - Běla Drážková, nuotatrice cecoslovacca (n. 1905)
- 12 ottobre - Adelaide Hautval, medico e psichiatra francese (n. 1906)
- 13 ottobre - Norman Barry, giocatore di football americano e allenatore di football americano statunitense (n. 1897)
- 13 ottobre - Melvin Frank, regista, sceneggiatore e produttore cinematografico statunitense (n. 1913)
- 13 ottobre - Amerigo Gentilini, tenore italiano (n. 1910)
- 14 ottobre - Carlo Augusto di Sassonia-Weimar-Eisenach, principe tedesco (n. 1912)
- 14 ottobre - Serafín Aedo, calciatore spagnolo (n. 1908)
- 14 ottobre - Ricardo Alarcón, calciatore argentino (n. 1914)
- 14 ottobre - René Vietto, ciclista su strada francese (n. 1914)
- 15 ottobre - John Ball, scrittore e giornalista statunitense (n. 1911)
- 15 ottobre - Vladimír Bína, calciatore cecoslovacco (n. 1909)
- 15 ottobre - Piero Fornasetti, artista, designer e imprenditore italiano (n. 1913)
- 15 ottobre - Kaikhosru Shapurji Sorabji, compositore e pianista britannico (n. 1892)
- 16 ottobre - Farida d'Egitto,  egiziana (n. 1921)
- 16 ottobre - Abdulrahman Fawzi, allenatore di calcio e calciatore egiziano (n. 1909)
- 16 ottobre - Christian Matras, linguista e poeta faroese (n. 1900)
- 16 ottobre - Giovanni Salghetti Drioli, architetto e urbanista italiano (n. 1911)
- 16 ottobre - Muzafer Sherif, psicologo turco (n. 1906)
- 17 ottobre - György Horváth, sollevatore ungherese (n. 1943)
- 17 ottobre - Antonio Meocci, giornalista, scrittore e partigiano italiano (n. 1912)
- 18 ottobre - Frederick Ashton, coreografo, ballerino e direttore artistico britannico (n. 1904)
- 18 ottobre - Louis Coroller, ingegnere aeronautico francese (n. 1893)
- 18 ottobre - Paulius Galaunė, storico dell'arte lituano (n. 1890)
- 18 ottobre - Franz Josef Kurmann, politico, avvocato e notaio svizzero (n. 1917)
- 19 ottobre - Lawrence W. Butler, effettista statunitense (n. 1908)
- 19 ottobre - Þórður Guðmundsson, pallanuotista islandese (n. 1908)
- 19 ottobre - Son House, cantante e chitarrista statunitense (n. 1902)
- 19 ottobre - Marcos Carneiro de Mendonça, calciatore brasiliano (n. 1894)
- 19 ottobre - Sten Suvio, pugile finlandese (n. 1911)
- 20 ottobre - Ulrich Beyer, pugile tedesco (n. 1947)
- 20 ottobre - Nino Nutrizio, giornalista italiano (n. 1911)
- 20 ottobre - Giorgio Tranzocchi, dirigente d'azienda italiano (n. 1922)
- 22 ottobre - Henry Armstrong, pugile statunitense (n. 1912)
- 22 ottobre - Plácido Galindo, calciatore peruviano (n. 1906)
- 22 ottobre - Clare Stevenson, ufficiale australiana (n. 1903)
- 23 ottobre - André Neher, teologo e filosofo israeliano (n. 1914)
- 24 ottobre - Alfio Marchini, partigiano, imprenditore e dirigente sportivo italiano (n. 1912)
- 24 ottobre - Osvaldo Toriani, calciatore argentino (n. 1937)
- 25 ottobre - Eric Larson, animatore statunitense (n. 1905)
- 25 ottobre - Jesús Olmos, cestista messicano (n. 1910)
- 25 ottobre - Flávio Rangel, regista teatrale, direttore teatrale e direttore artistico brasiliano (n. 1934)
- 26 ottobre - August Ibach, calciatore svizzero (n. 1918)
- 27 ottobre - Giuseppina Modena, partigiana italiana (n. 1903)
- 27 ottobre - Winnie van Weerdenburg, nuotatrice olandese (n. 1946)
- 27 ottobre - Erika von Thellmann, attrice austriaca (n. 1902)
- 28 ottobre - Pietro Annigoni, pittore italiano (n. 1910)
- 29 ottobre - Aleksandra Aleksandrovna Ablakatova, botanica e micologa russa (n. 1907)
- 29 ottobre - Thomas Benjamin Cooray, cardinale e arcivescovo cattolico singalese (n. 1901)
- 29 ottobre - Mary Kid, attrice tedesca (n. 1904)
- 29 ottobre - Ross Rocklynne, scrittore statunitense (n. 1913)
- 30 ottobre - Ernst Fritz Fürbringer, attore e doppiatore tedesco (n. 1900)
- 30 ottobre - T. Hee, animatore e regista statunitense (n. 1911)
- 30 ottobre - Tasos Livaditis, poeta greco (n. 1922)
- 30 ottobre - Francisco Rodrigues, calciatore brasiliano (n. 1925)
- 31 ottobre - John Houseman, attore, produttore cinematografico e sceneggiatore britannico (n. 1902)
- 31 ottobre - Germano Lanino, calciatore italiano (n. 1911)
- 31 ottobre - Elio Pentassuglia, cestista e allenatore di pallacanestro italiano (n. 1932)
- 31 ottobre - Vasco Ronchi, fisico italiano (n. 1897)
- 31 ottobre - George Eugene Uhlenbeck, fisico olandese (n. 1900)